# Minna Stocks

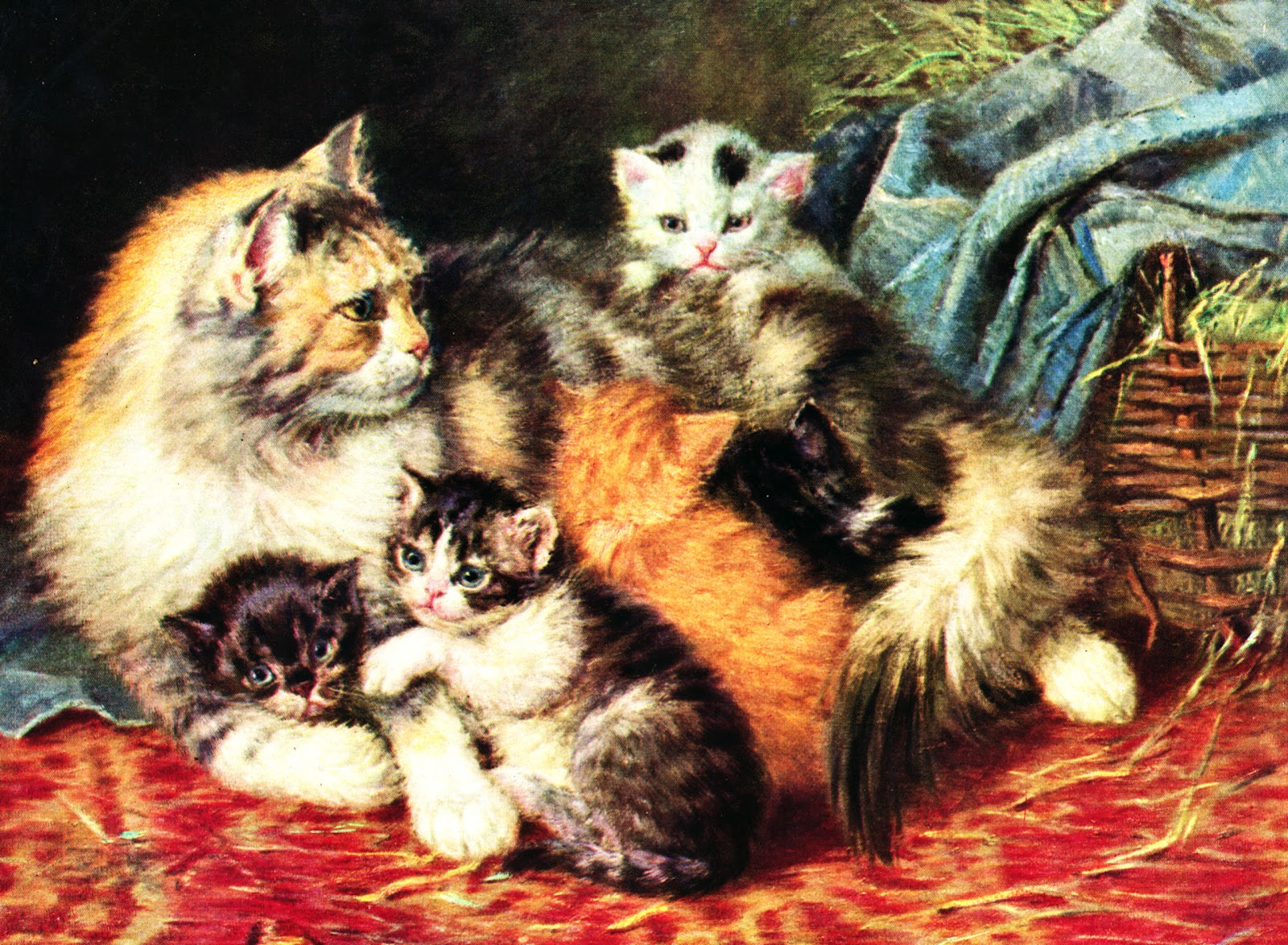
Mädi mit ihren Kindern, 1913.

Minna Stocks, född 24 juni 1846 i Schwerin, död 11 november 1928 i Hinzenhagen, numera del av Kuchelmiß i Mecklenburg-Vorpommern, var en tysk målare, mest känd för sina skildringar av djur.
Stocks erhöll sin konstnärliga utbildning av hovmålaren Theodor Schloepke i Schwerin och Carl Steffeck i Berlin. Från 1869 till 1872 tog hon även privatlektioner hos Emil Volkers och Ernst Bosch i Düsseldorf för att förkovra sig i djurmåleri. Senare var hon elev till Jeanna Bauck i München (en kortare tid under 1880) och till historiemålaren Gustaf Graef, återigen i Berlin. Hon slog sig slutligen ner i München men företog resor till London och Paris.
Stocks fick första gången ställa ut sina verk i konstföreningen i födelseorten Schwerin. Där väckte hon uppmärksamhet 1874 med två tavlor, Pferd und Hund vor der Dorfschmiede och en humoristisk målning av en jakthund. År 1879 ställde hon ut tavlan Ein Hund, der sich vor einem Frosch erschreckt i Akademie der Künste i Berlin. Mellan 1884 och 1921 var hon medlem i Föreningen för Berlins konstnärinnor. Där ställde hon ut målningen Quer durch Afrika föreställande katter som river på en Afrikakarta, som 1892 inköptes av Vilhelm II av Tyskland.
Stocks målade i olja och hennes ämnen var huvudsakligen katter, hundar och hästar – hon kallades till och med katternas Rafael – men bland hennes verk finns även landskap och genrebilder.